# Minnie Driver
Amelia Fiona J. "Minnie" Driver (Londen, 31 januari 1970) is een Engelse actrice en singer-songwriter. Ze werd genomineerd voor een Academy Award voor haar rol in Good Will Hunting. Verder werd ze al eens genomineerd voor onder meer een Annie Award een Emmy Award en een Golden Globe.

## Biografie

### Vroege jaren
Driver is de dochter van Gaynor Churchward, een ontwerpster en vroegere couturemodel en Ronnie Driver, een zakenman. Haar zus Kate is een model en producer. Driver is van Schotse, Ierse, Italiaanse en Franse afkomst. Haar moeder was de minnares van haar vader en de echtgenote van haar vader wist niet van zijn tweede gezin. Driver werd grootgebracht in Barbados en studeerde op de Bedalesschool vlak bij Petersfield, Hampshire en op het Webber Douglas Academy of Dramatic Art in Londen.

### Carrière
Driver had er al een aantal jaren als filmactrice opzitten toen ze in 1997 ineens in één jaar in twee flink aanslaande films verscheen, waarin ze in beide een grote rol had: Good Will Hunting en Grosse Pointe Blank. Daarnaast speelde ze in onder andere GoldenEye, High Heels & Low Lifes en The Phantom of the Opera. Ook speelde ze een gastrol in Will & Grace als de dochter van John Cleese. Driver probeert ook een zangcarrière in de lucht te houden, maar met minder succes.

### Privéleven
Driver heeft relaties gehad met haar Good Will Hunting-tegenspeler Matt Damon, John Cusack en Josh Brolin, met wie zij verloofd was. Driver en Brolin verbraken hun verloving in oktober 2001, omdat Driver moeilijk kon opschieten met de stiefmoeder van Brolin, Barbra Streisand. In 2008 beviel Driver van een zoon.

## Filmografie

### Televisieseries
- About a Boy – Fiona (33 afleveringen, 2014–2015)
- Modern Family – Valerie (1 aflevering, 2010)
- The Deep (miniserie, 2010) – Frances Kelly
- The Riches – Dahlia Malloy / Cherien Rich (20 afleveringen, 2007–2008)
- Revisioned: Tomb Raider – Lara Croft (9 afleveringen, 2007)
- Will & Grace – Lorraine Finster (9 afleveringen, 2003–2020)
- The X-Files – Cinema Audience (1 aflevering, 2000)
- My Good Friend – Ellie (7 afleveringen, 1995)
- The Day Today (miniserie, 1994) – Lally Sampson (2 afleveringen)

### Films
- The Beekeeper (2024) – Director Howard
- Uproar (2023) – Shirley Waaka
- Nandor Fodor and the Talking Mongoose (2023) – Anne
- Chevalier (2022) – Marie-Madeleine Guimard
- Cinderella (2021) - koningin Beatrice
- Spinning Man (2018) – Ellen
- Return to Zero (2014) – Maggie
- Hunky Dory (2011) – Vivienne Mae
- Barney's Version (2010)
- Motherhood (2009) – Sheila
- Take (2007) – Ana
- Ripple Effect (2007) – Kitty
- The Virgin of Juarez (2006) – Karina Danes
- Delirious (2006)
- The Phantom of the Opera (2004) – Carlotta
- Ella Enchanted (2004) – Mandy
- Hope Springs (2003) – Vera Edwards
- Owning Mahowny (2003) – Belinda
- High Heels and Low Lifes (2001) – Shannon
- D.C. Smalls (2001) – Serveerster
- The Upgrade (2000) – Constance Levine
- Slow Burn (2000) – Trina McTeague
- Beautiful (2000) – Mona Hibbard
- Return to Me (2000) – Grace Briggs
- South Park: Bigger, Longer & Uncut (1999) – Brooke Shields (stem)
- Tarzan (1999) – Jane Porter (stem)
- An Ideal Husband (1999) – Miss Mabel Chiltern
- The Governess (1998) – Rosina da Silva
- Hard Rain (1998) – Karen
- At Sachem Farm (1998) – Kendal
- Good Will Hunting (1997) – Skylar
- Princess Mononoke (1997) – Lady Eboshi (stem)
- Grosse Pointe Blank (1997) – Debi Newberry
- Baggage (1997)
- Sleepers (1996) – Carol Martinez
- Big Night (1996) – Phyllis
- GoldenEye (1995) – Irina
- Circle of Friends (1995) – Bernadette 'Benny' Hogan
- The Zebra Man (1992) – Emily Ashdown